# Pieter Hermansz. Verelst

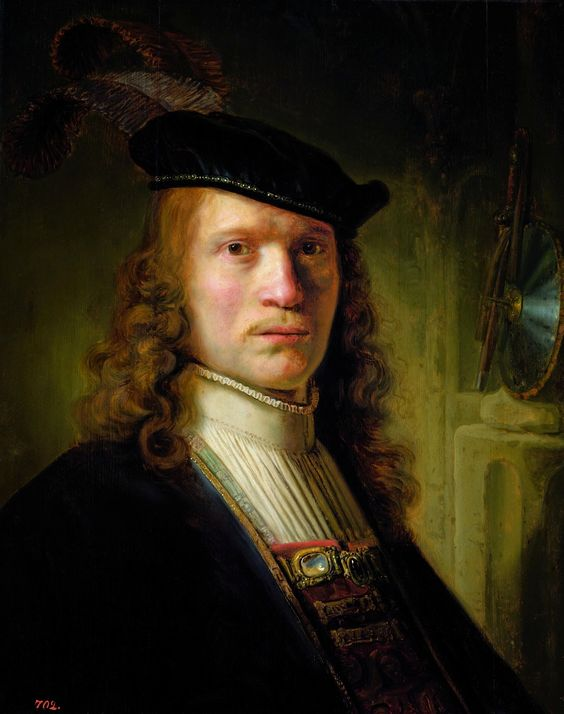
Portret van een jonge man, ca. 1640, Łazienkipaleis, Warschau

Pieter Hermansz. Verelst (Dordrecht, ca. 1618 - ca. 1678) was een Nederlands kunstschilder en tekenaar. Op latere leeftijd werd hij ook brouwer in Hulst. Hij was de stamvader van een aantal generaties kunstenaars.
Verelst was een leerling van Jacob Gerritsz. Cuyp en van Gerrit Dou. Hij was actief in de periode 1638 tot ongeveer 1671. Hierna gaf hij vermoedelijk het schilderen op om het brouwersvak te leren. Hij was lid van het Dordtse Sint-Lucasgilde en was in 1656 medeoprichter van het Haagse genootschap Confrerie Pictura. De kunstenaar vervaardigde portretten, stillevens en genrestukken met boerentaferelen.
Verelst was de leermeester van een aantal andere schilders, onder wie zijn drie zoons, Herman, Simon en Johannes Verelst. Andere nazaten waren zijn kleinkinderen Cornelis en Maria en zijn achterkleinzoon William Verelst.